# Trond Sefastsson
Trond Olof Sefastsson, född 11 maj 1956 i Björke församling på Gotland, är en svensk journalist, jurist och författare.

## Biografi
Han tilldelades Stora journalistpriset 2001 för att med ett reportage i Kalla fakta ha bidragit till att Yasser Askar, som dömts till livstids fängelse för mord, beviljades resning och frikändes.
Sefastsson medverkade tidigare i tv-produktionen Kalla fakta på TV4 men fick lämna programmet under uppmärksammade former efter att ha åtalats för mutbrott. Sefastsson tog emot 400 000 kronor från anhöriga till en dömd person för att enligt åklagaren som motprestation göra ett program om rättsfallet och därmed eventuellt åstadkomma en resning. Sefastsson hävdade att han bedrev juridisk rådgivningsverksamhet utöver journalistiskt arbete och att ersättningen avsåg juridiskt arbete och inte ersättning för påstådd beställningsjournalistik. Sefastsson fälldes för mutbrott i tingsrätten men friades i hovrätten med hänvisning till att han var frilans och inte anställd av TV4 och därmed inte var i en sådan position att mottagandet av ersättningen utgjorde muta i lagens mening. Sefastsson dömdes dock för bokföringsbrott till villkorlig dom och 40 dagsböter.
Sefastsson bedriver (2020) juridisk rådgivning tillsammans med bland annat före detta polisen Tommy Lindström i företaget Rättskonsulterna. Sefastsson och Lindström har i detta sammanhang uppmärksammats för att ha anlitats av Bella Nilsson i samband med Think Pink-skandalen för att kartlägga privatpersoner som varit kritiska mot det miljöbrottsåtalade avfallsbolagets sophantering.